# Lucio Octavio
Lucio Octavio  fue un político romano del siglo I a. C.

## Familia
Octavio fue hijo de Cneo Octavio, cónsul en el 128 a. C., y nieto de Cneo Octavio, cónsul en el 165 a. C. Vivía en una mansión del monte Palatino que su abuelo había mandado construir.

## Carrera política
En el año 78 a. C. fue elegido pretor y en el 75 a. C. cónsul con Cayo Aurelio Cota. El cónsul del año anterior, Cneo Octavio, fue probablemente su primo.
En el 74 a. C. se le otorgó el gobierno de la provincia de Cilicia. Sin embargo, Octavio murió a principios de año, antes de que pudiera llegar a su provincia, siendo sustituido en el mando por Lucio Licinio Lúculo.